# Brunswik Pipeline
Brunswik Pipeline — трубопровід для подачі природного газу з канадського терміналу для прийому ЗПГ Канапорт до Нової Англії.
В 2009 році на узбережжі канадської провінції Нью-Брансвік в порту Сент-Джон відкрився термінал для імпорту зрідженого природного газу. Через цей район у напрямку США прокладено газопровід Maritimes&Northeast Pipeline. Введений в дію десятьма роками раніше, він мав відгалуження до Сент-Джон довжиною 103 км, виконане в діаметрі 400 мм. Проте для терміналу з річною потужністю понад 10 млрд м3 вирішили спорудити нову лінію видачі регазифікованої продукції. Об'єкт під назвою Brunswik Pipeline проклали на захід до Baileyville, що знаходиться вже після перетину кордону в штаті Мен. Його довжина склала 145 км, діаметр труб — 750 мм.
Можливо відзначити, що, незважаючи на «сланцеву революцію», станом на 2016 рік термінал у Канапорті все ще імпортував зріджений газ для покриття пікового попиту в США. Втім, обсяг таких поставок становив лише 0,45 млрд м3 газу.